# Liga Nacional de Básquet 2002-03
La temporada 2002-03 de la Liga Nacional de Básquet de la Argentina fue la decimonovena edición de la máxima competencia argentina de clubes en dicho deporte. Se inició el 2 de octubre de 2002 con el partido inaugural de temporada entre el último campeón, Atenas de Córdoba y el recién ascendido Ben Hur, encuentro disputado en el Coliseo del Sur de la ciudad de Rafaela, Provincia de Santa Fe, y finalizó el 25 de junio de 2003 con el sexto partido de la serie final entre Atenas de Córdoba y Boca Juniors en el Polideportivo Carlos Cerutti, en donde se consagró campeón como local el equipo cordobés, luego de ganar la serie final 4 a 2.
Respecto la temporada pasada, el descendido Independiente de General Pico fue reemplazado por Ben Hur de Rafaela.
Además del cambio de formato respecto la pasada temporada que se trató recién terminada la edición 2001-2002, en esta temporada se aumentó la cantidad de descensos de uno a dos. También en esta edición sucedió el enfrentamiento por la permanencia entre dos de los tres equipos que se mantenían hasta entonces desde la edición inaugural del torneo en 1985. Se enfrentaron Ferro de Buenos Aires y Estudiantes de Bahía Blanca en una serie al mejor de cinco partidos para mantener la categoría; quedando así el ganador de la serie y Atenas como los únicos dos equipos que habrían disputado todas las ediciones de cara a la siguiente temporada.
Otro hecho destacable fue el conflicto entre la AdC y Andino Sport Club, que duró toda la temporada y tuvo varios idas y vueltas, incluyendo la actuación de la justicia ordinaria.

## Conflicto AdC-Andino SC
En esta temporada se dio un conflicto entre Andino Sport Club de La Rioja y la organización que derivó en acciones legales. Todo comenzó cuando Andino no presentó el certificado libre de deuda, una obligación de la organización que garantiza que el equipo participante cumplió con todos los contratos legales que mantuvo en la pasada temporada. Ya comenzada la temporada y habiendo disputado dos partidos, ambos con derrotas como local ante Libertad y Atenas, Andino no presentó la documentación en tiempo y forma y el 10 de octubre la AdC dio por perdida la plaza del equipo. Tras esa resolución la liga continuaría con 15 equipos. La deuda de Andino era de 48 000 dólares con el anterior entrenador del equipo, Eduardo Armer. Andino respondió elevando un pedido al Tribunal de Disciplina de la AdC pero este fue desestimado Mientras esto sucedía el equipo había viajado desde su localía hasta Rafaela para enfrentarse a Ben Hur. Al mismo tiempo se manifestó el mánager del equipo y anticipó que se recurriría a la justicia ordinaria. Tras ello Andino recurrió al último recurso legal-deportivo que le quedó, el Tribunal de Alzada, y consiguió un amparo judicial con el cual pudo disputar sus partidos pendientes, tras la reprogramación de los mismos.
Tras la vuelta a la competencia Andino percibió otra sanción más pues su estadio no contó con condiciones impuestas, y además faltó a compromisos legales de pago a árbitros. Además acarreaba una multa de 1500 pesos. Recién el 21 de noviembre pudo alcanzar su primera victoria en la temporada, mientras que el 17 de diciembre se informó que el club sufriría la quita de puntos por multas impagas, las cuales ascendían a 9090,95 pesos. El 28 de diciembre, en el descanso estival de la temporada, la AdC decidió suspender por tiempo indeterminado al equipo. A pesar de la sanción Andino continuó en la competencia. En las fechas 12, ante Ben Hur como local, encuentro demorado porque las condiciones climáticas afectaron al estadio del equipo riojano, y 13 ante Ferro de Buenos Aires como visitante, el equipo se presentó con cuatro jugadores, falta grave que de repetirse le hubiese costado la pérdida automática de la categoría.
En marzo de 2003 el juez federal riojano Franklin Herrera Páez realizó varios pedidos a la AdC, que fueron el reintegro de los fondos que la organización embargó al club, que se habilitaran dos nuevos jugadores, que no se cobraran las deudas y que se le dieran beneficios a la hora de programar los partidos, adelantándose fechas a conveniencia del club. La deuda que contraía Andino ascendía a 100 000 pesos. Ante esta situación la AdC accedió a que Andino incorporase a uno de los jugadores pedidos y que se reprogramase uno de sus enfrententamientos. A finales de ese mes Andino volvió a sumar puntos, pues se le habían descontado 13 puntos como resultado de las multas sin pagar. Todo eso derivó en una asamblea general que se convocó para el 3 de abril donde se decidiría sobre el caso. Para ese entonces las deudas del conjunto riojano ascendían a 134 418 pesos. En dicha asamblea no se cambió la postura de la AdC. Incluso se llegó a especular con la suspensión de los descensos si las vías legales ordinarias tomaban más tiempo del que la temporada tenía previsto.
El presidente de la AdC en aquel entonces manifestó que «cada uno entra a la Liga por su propia voluntad. Nos tomó por sorpresa que se trate de hacer recaer en la justicia lo que es responsabilidad de cada institución», línea que continuó el vicepresidente de Estudiantes de Olavarría, indicando que «a ninguna institución la obligaron para estar en la Liga. El interés personal no debe prevalecer. Andino tiene un estadio en condiciones impresentables y no cumple horarios».
En su descargo Andino dijo, según su presidente Italo Palazzi que «Al comienzo de la temporada teníamos la economía saneada y en condiciones de incorporar un refuerzo extranjero. Pero la Asociación nos aplicó multas por montos excesivos y eso nos complicó. Nos dicen, por ejemplo, que para los partidos televisados no tenemos luz suficiente en el estadio, y hace rato que no televisan a Andino. Nos piden sala de control antidoping y ese control no lo realizan. ¿Por qué no le vendimos la plaza a Conarpesa de Puerto Madryn? Porque no nos hicieron una oferta concreta», mientras que el abogado Fernando Bastide, columnista radial sostenía «Andino apela a la Justicia porque la Asociación tomó medidas ilegítimas. Por reglamento debió convocar a una comisión a integrarse por dos miembros de la AdC, dos de la Asociación de Entrenadores, el propio técnico Armer y un representante de Andino. No lo hizo así, y de hecho intimó a Andino a abonar lo que se le debía a Armer. El contrato de éste no es muy claro, porque Armer trabajó para Andino más como manager que como técnico. Por eso el club le pidió a la Asociación abonar sólo lo adeudado como entrenador. Pero eso no fue aceptado.»
Finalmente todas las medidas quedaron en nada, Andino continuó disputando el torneo, logró mantener todos los puntos que disputó pero quedó en la última ubicación, clasificando así a la reclasificación por el descenso, donde perdió la serie 3 a 0 ante Regatas San Nicolás y por ende perdió su plaza en la máxima categoría del baloncesto argentino.
En 2008 Enrique Rodríguez, entrenador de Andino en la temporada 2002-03 declaró: «...dirigir a Andino era un poco luchar por el básquetbol de La Rioja, porque la del club era la crónica de una muerte anunciada. Todo el mundo sabía que ese equipo no tenía chances. No sólo por la calidad de los jugadores, sino porque no teníamos plata. Para que tengas una idea, para jugar de visitante viajábamos en colectivos de línea. Una vez en Sunchales terminamos de comer y nos fuimos a la terminal a esperar el colectivo y a dormir, porque no teníamos plata para pagar un hotel. Fue durísimo.»
En esa misma nota se recapituló la temporada del club y se mencionó que; la Asociación de Clubes quiso desafiliar a la institución riojana por reiteradas faltas reglamentarias y por las que fue sancionada por un total de 134 mil pesos; que en cuatro oportunidades no se presentó el mínimo de jugadores a un partido, infracción que la AdC consideró "abandono de cancha"; que Andino recurrió tres veces a la justicia ordinaria y la organización acusó al abogado Fernando Bastide, el representante del "Torito" por estos hechos; que el club apeló a un juez federal de La Rioja para conseguir un amparo y así lograr la devolución de puntos descontados y dinero embargado; que vía judicial Andino consiguió la reprogramación de partidos para disminuir gastos y que incluso estando fuera de la fecha límite para la incorporación de jugadores el club pudo fichar al estadounidense Anthony Bishop y al nacional Claudio Manrique.
Andino dejó la liga con una marca negativa, 30 partidos consecutivos sin poder ganar, incluyendo los tres juegos de la eliminatoria de descenso, y además, logró solo una victoria en 36 encuentros, contando solo partidos de fase regular, 39 si se cuentan los de play-off.

## Equipos participantes
| Pos. | Descendidos en la LNB 2001-02 |
| ---- | ----------------------------- |
| 16.° | Independiente (General Pico)  |

| Pos. | Ascendidos del TNA 2001-02 |
| ---- | -------------------------- |
| 1.°  | Ben Hur                    |

| Región                    | Cantidad |
| ------------------------- | -------- |
| Provincia de Buenos Aires | 7        |
| Capital Federal           | 3        |
| Santa Fe                  | 2        |
| Chubut                    | 1        |
| Córdoba                   | 1        |
| La Rioja                  | 1        |
| La Pampa                  | 1        |

| Club               | Ciudad                     | Entrenador             | Estadio                         | Capacidad |
| ------------------ | -------------------------- | ---------------------- | ------------------------------- | --------- |
| Andino Sport Club  | La Rioja                   | Enrique Rodríguez      | Polideportivo Carlos Saúl Ménem | 6000      |
| Atenas             | Córdoba                    | Horacio Seguí          | Polideportivo Carlos Cerutti    | 3424      |
| Belgrano           | San Nicolás de los Arroyos | Pablo Dastugue         | Estadio Fortunato Bonelli       | 2000      |
| Ben Hur            | Rafaela                    | Guillermo Narvarte     | Estadio Coliseo del Sur         | 4000      |
| Boca Juniors       | Ciudad de Buenos Aires     | Fernando Duró          | Estadio Luis Conde              | 2000      |
| Ferro Carril Oeste | Ciudad de Buenos Aires     | Pablo D'Angelo         | Estadio Héctor Etchart          | 3000      |
| Estudiantes        | Bahía Blanca               | Gustavo De Benedetti   | Estadio Osvaldo Casanova        | 3950      |
| Estudiantes        | Olavarría                  | Sergio Hernández       | Estadio Parque Carlos Guerrero  | 5000      |
| Gimnasia y Esgrima | Comodoro Rivadavia         | Enrique Tolcachier     | Estadio Socios Fundadores       | 2276      |
| Gimnasia y Esgrima | La Plata                   | Gonzalo Eugenio García | Polideportivo Víctor Nethol     | 3000      |
| Libertad           | Sunchales                  | Mario Guzmán           | El Hogar de los Tigres          | 4000      |
| Obras Sanitarias   | Ciudad de Buenos Aires     | Eduardo Cadillac       | Estadio Obras Sanitarias        | 3000      |
| Peñarol            | Mar del Plata              | Daniel Rodríguez       | Polideportivo Islas Malvinas    | 8000      |
| Quilmes            | Mar del Plata              | Pedro Escarain         | Estadio Once Unidos             | 3000      |
| Pico Football Club | General Pico               | Carlos Bualó           | Parque Ángel Larrea             |           |
| Regatas            | San Nicolás de los Arroyos | Luis Oroño             | Estadio La Ribera               | 1500      |

Cambio de entrenadores
| Club                | Entrenador saliente  | Reemplazado por   |
| ------------------- | -------------------- | ----------------- |
| Atenas              | Horacio Seguí        | Oscar Sánchez     |
| Estudiantes (BB)    | Gustavo De Benedetti | Alejandro Álvarez |
| Estudiantes (O)     | Sergio Hernández     | Ariel Amarillo    |
| Libertad            | Mario Guzmán         | Luis Oroño        |
| Peñarol             | Daniel Rodríguez     | Marcelo Richotti  |
| Quilmes             | Pedro Escarian       | Javier Bianchelli |
| Regatas San Nicolás | Luis Oroño           | Horacio Castro    |

## Formato
El torneo estuvo dividido en dos etapas, la fase regular y los play-offs. En primera instancia, la fase regular, contó con dos etapas, la primera regional y la segunda nacional. Se jugó una primera fase en donde se separaron los equipos por conveniencia geográfica en 4 zonas (litoral, centro, norte y sur) y se enfrentaron en partidos ida y vuelta solo entre los equipos de su zona. Luego, con las posiciones de la primera fase, se realizó un minitorneo clasificatorio entre todos los equipo para decidir los 4 participantes del Torneo Top 4.
En la segunda etapa, la fase regular nacional se enfrentaron todos contra todos arrastrando la mitad de los puntos de la primera fase. Los primeros cuatro equipos de la tabla se clasificaron directamente a los cuartos de final, mientras que los que se posicionaron del puesto quinto al decimosegundo jugaron la reclasificación. Los últimos cuatro equipos jugaron un play-off para definir los dos descensos.
Los play off se jugaron al mejor de 5 partidos (gana el primero que llegue a 3 victorias) con el formato 2-2-1, en los play-offs de descenso, la reclasificación, los cuartos de final y la semifinal. La final se jugó al mejor de 7 partidos (gana el primero que llegue a 4 partidos ganados) con el formato 2-2-1-1-1.

## Primera fase

### Zona norte
| Equipo    | PJ | PG | PP | Pts |
| --------- | -- | -- | -- | --- |
| Libertad  | 6  | 5  | 1  | 11  |
| Ben Hur   | 6  | 4  | 2  | 10  |
| Atenas    | 6  | 3  | 3  | 9   |
| Andino SC | 6  | 0  | 6  | 6   |

| Ben Hur   | 95-82  | Atenas   | 2 de octubre |
| Andino SC | 74-105 | Libertad | 3 de octubre |

| Andino SC | 82-115 | Atenas  | 6 de octubre |
| Libertad  | 93-96  | Ben Hur | 9 de octubre |

| Atenas  | 60-72  | Libertad  | 11 de octubre |
| Ben Hur | 101-66 | Andino SC | 23 de octubre |

| Libertad  | 88-69 | Atenas  | 13 de octubre |
| Andino SC | 73-92 | Ben Hur | 25 de octubre |

| Atenas   | 100-72 | Ben Hur   | 16 de octubre |
| Libertad | 122-70 | Andino SC | 27 de octubre |

| Ben Hur | 87-92  | Libertad  | 18 de octubre |
| Atenas  | 104-69 | Andino SC | 30 de octubre |

### Zona centro
| Equipo                            | PJ | PG | PP | Pts |
| --------------------------------- | -- | -- | -- | --- |
| Estudiantes (Olavarría)           | 6  | 4  | 2  | 10  |
| Gimnasia y Esgrima (La Plata)     | 6  | 4  | 2  | 10  |
| Pico FC                           | 6  | 3  | 3  | 9   |
| Ferro Carril Oeste (Buenos Aires) | 6  | 1  | 5  | 7   |

| Gimnasia (LP) | 76-72 | Estudiantes (O) | 3 de octubre |
| Pico FC       | 85-75 | Ferro (BA)      | 3 de octubre |

| Pico FC    | 75-67 | Estudiantes (O) | 6 de octubre |
| Ferro (BA) | 62-79 | Gimnasia (LP)   | 6 de octubre |

| Estudiantes (O) | 79-76 | Ferro (BA) | 10 de octubre |
| Gimnasia (LP)   | 94-78 | Pico FC    | 10 de octubre |

| Pico FC    | 62-57 | Gimnasia (LP)   | 13 de octubre |
| Ferro (BA) | 71-75 | Estudiantes (O) | 13 de octubre |

| Estudiantes (O) | 78-64 | Gimnasia (LP) | 17 de octubre |
| Ferro (BA)      | 89-68 | Pico FC       | 17 de octubre |

| Estudiantes (O) | 68-58 | Pico FC    | 20 de octubre |
| Gimnasia (LP)   | 98-71 | Ferro (BA) | 20 de octubre |

### Zona litoral
| Equipo                 | PJ | PG | PP | Pts |
| ---------------------- | -- | -- | -- | --- |
| Boca Juniors           | 6  | 6  | 0  | 12  |
| Obras Sanitarias       | 6  | 3  | 3  | 9   |
| Belgrano (San Nicolás) | 6  | 2  | 4  | 8   |
| Regatas San Nicolás    | 6  | 1  | 5  | 7   |

| Boca Juniors        | 95-79 | Belgrano (SN)    | 3 de octubre |
| Regatas San Nicolás | 66-84 | Obras Sanitarias | 3 de octubre |

| Boca Juniors  | 94-70 | Obras Sanitarias    | 6 de octubre |
| Belgrano (SN) | 86-65 | Regatas San Nicolás | 6 de octubre |

| Obras Sanitarias    | 80-86 | Belgrano (SN) | 10 de octubre |
| Regatas San Nicolás | 49-87 | Boca Juniors  | 10 de octubre |

| Boca Juniors  | 94-52 | Regatas San Nicolás | 13 de octubre |
| Belgrano (SN) | 94-97 | Obras Sanitarias    | 13 de octubre |

| Belgrano (SN)    | 82-86 | Boca Juniors        | 16 de octubre |
| Obras Sanitarias | 70-68 | Regatas San Nicolás | 17 de octubre |

| Regatas San Nicolás | 71-68  | Belgrano (SN) | 20 de octubre |
| Obras Sanitarias    | 90-100 | Boca Juniors  | 21 de octubre |

### Zona sur
| Equipo                                  | PJ | PG | PP | Pts |
| --------------------------------------- | -- | -- | -- | --- |
| Gimnasia y Esgrima (Comodoro Rivadavia) | 6  | 4  | 2  | 10  |
| Quilmes                                 | 6  | 3  | 3  | 9   |
| Peñarol                                 | 6  | 3  | 3  | 9   |
| Estudiantes (Bahía Blanca)              | 6  | 2  | 4  | 8   |

| Quilmes          | 70-74 | Gimnasia (CR) | 3 de octubre |
| Estudiantes (BB) | 97-87 | Peñarol       | 3 de octubre |

| Gimnasia (CR) | 80-66 | Estudiantes (BB) | 6 de octubre |
| Peñarol       | 98-88 | Quilmes          | 6 de octubre |

| Estudiantes (BB) | 84-104 | Quilmes       | 10 de octubre |
| Peñarol          | 88-83  | Gimnasia (CR) | 10 de octubre |

| Gimnasia (CR) | 95-81 | Peñarol          | 13 de octubre |
| Quilmes       | 86-82 | Estudiantes (BB) | 13 de octubre |

| Peñarol       | 119-93 | Estudiantes (BB) | 17 de octubre |
| Gimnasia (CR) | 85-71  | Quilmes          | 17 de octubre |

| Estudiantes (BB) | 93-74 | Gimnasia (CR) | 20 de octubre |
| Quilmes          | 90-77 | Peñarol       | 20 de octubre |

## Top 4
El Torneo Top 4 de la temporada reunió a los cuatro equipos ganadores de los play-offs de clasificación. Lograron la clasificación Boca Juniors, Libertad, Estudiantes de Olavarría y Gimnasia de Comodoro Rivadavia. Libertad de Sunchales se quedó con el título.

## Segunda fase
Posiciones finales: La Nación, Diario El Litoral, Diario La Capital, Diario La Nueva Provincia, pickandroll.com.ar.
| Equipo | Equipo                                  | A   | PJ | PG | PP | Pts  |
| ------ | --------------------------------------- | --- | -- | -- | -- | ---- |
| 1.°    | Boca Juniors                            | 6,0 | 30 | 24 | 6  | 60,0 |
| 2.°    | Atenas                                  | 4,5 | 30 | 22 | 8  | 56,5 |
| 3.°    | Gimnasia y Esgrima La Plata             | 5,0 | 30 | 21 | 9  | 56,0 |
| 4.°    | Estudiantes (Olavarría)                 | 5,0 | 30 | 21 | 9  | 56,0 |
| 5.°    | Pico FC                                 | 4,5 | 30 | 21 | 9  | 55,5 |
| 6.°    | Gimnasia y Esgrima (Comodoro Rivadavia) | 5,0 | 30 | 19 | 11 | 54,0 |
| 7.°    | Obras Sanitarias                        | 4,5 | 30 | 19 | 11 | 53,5 |
| 8.°    | Ben Hur                                 | 5,0 | 30 | 15 | 15 | 50,0 |
| 9.°    | Belgrano (San Nicolás)                  | 4,0 | 30 | 16 | 14 | 50,0 |
| 10.°   | Libertad                                | 5,5 | 30 | 13 | 17 | 48,5 |
| 11.°   | Peñarol                                 | 4,5 | 30 | 13 | 17 | 47,5 |
| 12.°   | Quilmes                                 | 4,5 | 30 | 13 | 17 | 47,5 |
| 13.°   | Regatas San Nicolás                     | 3,5 | 30 | 10 | 20 | 43,5 |
| 14.°   | Ferro Carril Oeste (Buenos Aires)       | 3,5 | 30 | 7  | 23 | 40,5 |
| 15.°   | Estudiantes (Bahía Blanca)              | 4,0 | 30 | 5  | 25 | 39,0 |
| 16.°   | Andino SC                               | 3,0 | 30 | 1  | 29 | 34,0 |

|  |                                                                                   |
|  | Clasificados directamente a cuartos de final.                                     |
|  | Clasificados a la serie reclasificatoria.                                         |
|  | Disputan la serie por la permanencia y el descenso al Torneo Nacional de Ascenso. |

| Gimnasia (CR)       | 101-83  | Gimnasia (LP)   | 12 de noviembre |
| Quilmes             | 94-99   | Atenas          | 13 de noviembre |
| Boca Juniors        | 110-100 | Estudiantes (O) | 14 de noviembre |
| Libertad            | 83-78   | Ben Hur         | 14 de noviembre |
| Regatas San Nicolás | 77-94   | Belgrano (SN)   | 14 de noviembre |
| Estudiantes (BB)    | 87-88   | Ferro (BA)      | 14 de noviembre |
| Obras Sanitarias    | 106-100 | Peñarol         | 14 de noviembre |
| Pico FC             | 80-65   | Andino SC       | 14 de noviembre |

| Peñarol         | 99-83   | Estudiantes (BB)    | 16 de noviembre |
| Ben Hur         | 80-87   | Boca Juniors        | 17 de noviembre |
| Atenas          | 113-105 | Libertad            | 17 de noviembre |
| Gimnasia (LP)   | 73-53   | Quilmes             | 17 de noviembre |
| Andino SC       | 87-88   | Regatas San Nicolás | 17 de noviembre |
| Belgrano (SN)   | 94-89   | Obras Sanitarias    | 17 de noviembre |
| Ferro (BA)      | 50-73   | Pico FC             | 17 de noviembre |
| Estudiantes (O) | 110-106 | Gimnasia (CR)       | 17 de noviembre |

| Estudiantes (BB)    | 78-99  | Gimnasia (LP)   | 20 de noviembre |
| Boca Juniors        | 101-90 | Peñarol         | 21 de noviembre |
| Regatas San Nicolás | 66-72  | Ben Hur         | 21 de noviembre |
| Pico FC             | 88-86  | Atenas          | 21 de noviembre |
| Obras Sanitarias    | 99-114 | Estudiantes (O) | 21 de noviembre |
| Libertad            | 96-64  | Belgrano (SN)   | 21 de noviembre |
| Quilmes             | 82-93  | Andino SC       | 21 de noviembre |
| Gimnasia (CR)       | 90-84  | Ferro (BA)      | 21 de noviembre |

| Peñarol         | 72-78  | Gimnasia (CR)       | 19 de noviembre |
| Ferro (BA)      | 89-70  | Quilmes             | 24 de noviembre |
| Gimnasia (LP)   | 79-71  | Pico FC             | 24 de noviembre |
| Ben Hur         | 65-69  | Obras Sanitarias    | 24 de noviembre |
| Atenas          | 96-64  | Regatas San Nicolás | 24 de noviembre |
| Estudiantes (O) | 89-77  | Estudiantes (BB)    | 24 de noviembre |
| Andino SC       | 88-109 | Libertad            | 24 de noviembre |
| Belgrano (SN)   | 70-77  | Boca Juniors        | 24 de noviembre |

| Boca Juniors        | 89-87   | Atenas        | 27 de noviembre |
| Peñarol             | 99-91   | Ferro (BA)    | 27 de noviembre |
| Libertad            | 123-121 | Quilmes       | 29 de noviembre |
| Estudiantes (O)     | 80-74   | Gimnasia (LP) | 29 de noviembre |
| Obras Sanitarias    | 102-64  | Andino SC     | 29 de noviembre |
| Estudiantes (BB)    | 77-87   | Belgrano (SN) | 29 de noviembre |
| Gimnasia (CR)       | 109-92  | Ben Hur       | 29 de noviembre |
| Regatas San Nicolás | 68-85   | Pico FC       | 29 de noviembre |

| Gimnasia (LP) | 90-86 | Libertad            | 3 de diciembre |
| Ferro (BA)    | 79-80 | Regatas San Nicolás | 3 de diciembre |
| Quilmes       | 80-75 | Boca Juniors        | 3 de diciembre |
| Atenas        | 86-88 | Gimnasia (CR)       | 3 de diciembre |
| Pico FC       | 72-91 | Obras Sanitarias    | 3 de diciembre |
| Andino SC     | 66-81 | Estudiantes (BB)    | 3 de diciembre |
| Belgrano (SN) | 80-70 | Peñarol             | 3 de diciembre |
| Ben Hur       | 89-84 | Estudiantes (O)     | 4 de diciembre |

| Boca Juniors        | 139-66 | Andino SC     | 1 de diciembre  |
| Peñarol             | 97-101 | Gimnasia (LP) | 11 de diciembre |
| Obras Sanitarias    | 93-75  | Atenas        | 12 de diciembre |
| Estudiantes (BB)    | 68-90  | Ben Hur       | 12 de diciembre |
| Estudiantes (O)     | 92-71  | Ferro (BA)    | 12 de diciembre |
| Gimnasia (CR)       | 90-81  | Belgrano (SN) | 12 de diciembre |
| Libertad            | 82-95  | Pico FC       | 12 de diciembre |
| Regatas San Nicolás | 79-83  | Quilmes       | 12 de diciembre |

| Andino SC     | 66-112 | Gimnasia (CR)       | 10 de diciembre |
| Pico FC       | 90-77  | Boca Juniors        | 15 de diciembre |
| Ben Hur       | 109-92 | Peñarol             | 15 de diciembre |
| Ferro (BA)    | 90-109 | Libertad            | 15 de diciembre |
| Gimnasia (LP) | 91-72  | Regatas San Nicolás | 15 de diciembre |
| Quilmes       | 80-85  | Obras Sanitarias    | 15 de diciembre |
| Atenas        | 91-58  | Estudiantes (BB)    | 15 de diciembre |
| Belgrano (SN) | 74-54  | Estudiantes (O)     | 15 de diciembre |

| Boca Juniors     | 110-64 | Libertad            | 18 de diciembre |
| Obras Sanitarias | 120-97 | Regatas San Nicolás | 18 de diciembre |
| Ben Hur          | 84-69  | Gimnasia (LP)       | 19 de diciembre |
| Gimnasia (CR)    | 90-85  | Quilmes             | 20 de diciembre |
| Estudiantes (BB) | 58-72  | Pico FC             | 20 de diciembre |
| Belgrano (SN)    | 79-77  | Ferro (BA)          | 20 de diciembre |
| Estudiantes (O)  | 83-73  | Atenas              | 20 de diciembre |
| Peñarol          | 124-76 | Andino SC           | 20 de diciembre |

| Gimnasia (LP)       | 78-90   | Boca Juniors     | 5 de enero |
| Libertad            | 106-63  | Gimnasia (CR)    | 5 de enero |
| Atenas              | 103-91  | Ben Hur          | 5 de enero |
| Ferro (BA)          | 85-96   | Obras Sanitarias | 5 de enero |
| Regatas San Nicolás | 79-76   | Estudiantes (BB) | 5 de enero |
| Quilmes             | 93-113  | Estudiantes (O)  | 5 de enero |
| Andino SC           | 64-120  | Belgrano (SN)    | 5 de enero |
| Pico FC             | 114-101 | Peñarol          | 7 de enero |

| Estudiantes (O)  | 103-77 | Andino SC           | 18 de diciembre |
| Obras Sanitarias | 94-97  | Libertad            | 8 de enero      |
| Boca Juniors     | 106-79 | Regatas San Nicolás | 10 de enero     |
| Estudiantes (BB) | 92-84  | Quilmes             | 10 de enero     |
| Ben Hur          | 88-70  | Ferro (BA)          | 10 de enero     |
| Gimnasia (CR)    | 70-84  | Pico FC             | 10 de enero     |
| Belgrano (SN)    | 84-68  | Gimnasia (LP)       | 10 de enero     |
| Peñarol          | 89-113 | Atenas              | 10 de enero     |

| Regatas San Nicolás | 82-88  | Gimnasia (CR)    | 7 de enero  |
| Quilmes             | 84-89  | Peñarol          | 13 de enero |
| Gimnasia (LP)       | 81-85  | Obras Sanitarias | 15 de enero |
| Ferro (BA)          | 67-101 | Boca Juniors     | 17 de enero |
| Pico FC             | 97-88  | Estudiantes (O)  | 17 de enero |
| Andino SC           | 77-107 | Ben Hur          | 17 de enero |
| Atenas              | 91-86  | Belgrano (SN)    | 17 de enero |
| Libertad            | 115-92 | Estudiantes (BB) | 19 de enero |

| Gimnasia (CR)    | 85-74  | Boca Juniors        | 23 de enero |
| Peñarol          | 108-89 | Regatas San Nicolás | 23 de enero |
| Estudiantes (BB) | 96-92  | Obras Sanitarias    | 24 de enero |
| Gimnasia (LP)    | 103-93 | Atenas              | 24 de enero |
| Ben Hur          | 91-78  | Quilmes             | 24 de enero |
| Estudiantes (O)  | 101-91 | Libertad            | 24 de enero |
| Ferro (BA)       | 101-86 | Andino SC           | 24 de enero |
| Belgrano (SN)    | 105-95 | Pico FC             | 24 de enero |

| Boca Juniors        | 90-66  | Gimnasia (CR)    | 28 de enero |
| Obras Sanitarias    | 113-83 | Estudiantes (BB) | 28 de enero |
| Atenas              | 87-88  | Gimnasia (LP)    | 29 de enero |
| Regatas San Nicolás | 82-78  | Peñarol          | 30 de enero |
| Quilmes             | 109-78 | Ben Hur          | 30 de enero |
| Libertad            | 86-91  | Estudiantes (O)  | 30 de enero |
| Andino SC           | 73-89  | Ferro (BA)       | 30 de enero |
| Pico FC             | 71-68  | Belgrano (SN)    | 30 de enero |

| Estudiantes (BB) | 87-95  | Boca Juniors        | 2 de febrero |
| Ferro (BA)       | 68-74  | Atenas              | 2 de febrero |
| Gimnasia (LP)    | 116-56 | Andino SC           | 2 de febrero |
| Belgrano (SN)    | 72-77  | Quilmes             | 2 de febrero |
| Ben Hur          | 91-90  | Pico FC             | 2 de febrero |
| Estudiantes (O)  | 100-92 | Regatas San Nicolás | 2 de febrero |
| Gimnasia (CR)    | 101-92 | Obras Sanitarias    | 2 de febrero |
| Peñarol          | 101-83 | Libertad            | 3 de febrero |

| Obras Sanitarias    | 89-85  | Gimnasia (CR)    | 30 de enero  |
| Pico FC             | 79-77  | Ben Hur          | 5 de febrero |
| Libertad            | 101-93 | Peñarol          | 6 de febrero |
| Boca Juniors        | 107-74 | Estudiantes (BB) | 6 de febrero |
| Atenas              | 82-74  | Ferro (BA)       | 6 de febrero |
| Quilmes             | 89-81  | Belgrano (SN)    | 6 de febrero |
| Regatas San Nicolás | 83-103 | Estudiantes (O)  | 6 de febrero |
| Andino SC           | 59-115 | Gimnasia (LP)    | 6 de febrero |

| Estudiantes (O) | 98-87  | Boca Juniors        | 12 de febrero |
| Gimnasia (LP)   | 104-77 | Gimnasia (CR)       | 14 de febrero |
| Ben Hur         | 98-73  | Libertad            | 14 de febrero |
| Atenas          | 90-88  | Quilmes             | 14 de febrero |
| Peñarol         | 96-86  | Obras Sanitarias    | 14 de febrero |
| Belgrano (SN)   | 71-64  | Regatas San Nicolás | 14 de febrero |
| Andino SC       | 69-103 | Pico FC             | 14 de febrero |
| Ferro (BA)      | 84-83  | Estudiantes (BB)    | 14 de febrero |

| Libertad            | 66-91   | Atenas          | 19 de febrero |
| Boca Juniors        | 91-87   | Ben Hur         | 21 de febrero |
| Estudiantes (BB)    | 77-108  | Peñarol         | 21 de febrero |
| Obras Sanitarias    | 92-91   | Belgrano (SN)   | 21 de febrero |
| Quilmes             | 97-86   | Gimnasia (LP)   | 21 de febrero |
| Gimnasia (CR)       | 111-106 | Estudiantes (O) | 21 de febrero |
| Pico FC             | 103-74  | Ferro (BA)      | 21 de febrero |
| Regatas San Nicolás | 113-73  | Andino SC       | 21 de febrero |

| Ferro (BA)      | 72-77   | Gimnasia (CR)       | 16 de febrero |
| Atenas          | 87-69   | Pico FC             | 26 de febrero |
| Peñarol         | 98-112  | Boca Juniors        | 28 de febrero |
| Belgrano (SN)   | 105-102 | Libertad            | 28 de febrero |
| Andino SC       | 68-102  | Quilmes             | 28 de febrero |
| Gimnasia (LP)   | 106-84  | Estudiantes (BB)    | 28 de febrero |
| Ben Hur         | 94-70   | Regatas San Nicolás | 28 de febrero |
| Estudiantes (O) | 85-86   | Obras Sanitarias    | 28 de febrero |

| Estudiantes (BB)    | 83-88   | Estudiantes (O) | 5 de marzo |
| Boca Juniors        | 70-62   | Belgrano (SN)   | 6 de marzo |
| Obras Sanitarias    | 105-104 | Ben Hur         | 6 de marzo |
| Gimnasia (CR)       | 109-91  | Peñarol         | 6 de marzo |
| Libertad            | 110-72  | Andino SC       | 6 de marzo |
| Quilmes             | 102-78  | Ferro (BA)      | 6 de marzo |
| Regatas San Nicolás | 93-99   | Atenas          | 6 de marzo |
| Pico FC             | 79-72   | Gimnasia (LP)   | 6 de marzo |

| Atenas        | 95-63  | Boca Juniors        | 9 de marzo |
| Pico FC       | 88-82  | Regatas San Nicolás | 9 de marzo |
| Ben Hur       | 71-70  | Gimnasia (CR)       | 9 de marzo |
| Gimnasia (LP) | 101-83 | Estudiantes (O)     | 9 de marzo |
| Belgrano (SN) | 101-65 | Estudiantes (BB)    | 9 de marzo |
| Quilmes       | 85-84  | Libertad            | 9 de marzo |
| Ferro (BA)    | 83-86  | Peñarol             | 9 de marzo |
| Andino SC     | 63-93  | Obras Sanitarias    | 9 de marzo |

| Boca Juniors        | 99-56  | Quilmes       | 12 de marzo |
| Obras Sanitarias    | 82-89  | Pico FC       | 14 de marzo |
| Gimnasia (CR)       | 77-96  | Atenas        | 14 de marzo |
| Estudiantes (O)     | 90-79  | Ben Hur       | 14 de marzo |
| Regatas San Nicolás | 103-86 | Ferro (BA)    | 14 de marzo |
| Peñarol             | 93-96  | Belgrano (SN) | 14 de marzo |
| Estudiantes (BB)    | 112-55 | Andino SC     | 14 de marzo |
| Libertad            | 63-78  | Gimnasia (LP) | 16 de marzo |

| Belgrano (SN) | 81-90  | Gimnasia (CR)       | 11 de marzo |
| Atenas        | 86-73  | Obras Sanitarias    | 19 de marzo |
| Andino SC     | 93-134 | Boca Juniors        | 21 de marzo |
| Ferro (BA)    | 88-91  | Estudiantes (O)     | 21 de marzo |
| Pico FC       | 101-86 | Libertad            | 21 de marzo |
| Gimnasia (LP) | 107-90 | Peñarol             | 21 de marzo |
| Ben Hur       | 91-69  | Estudiantes (BB)    | 21 de marzo |
| Quilmes       | 102-84 | Regatas San Nicolás | 21 de marzo |

| Gimnasia (CR)       | 106-78  | Andino SC     | 16 de marzo |
| Regatas San Nicolás | 70-72   | Gimnasia (LP) | 26 de marzo |
| Boca Juniors        | 95-64   | Pico FC       | 28 de marzo |
| Estudiantes (BB)    | 85-100  | Atenas        | 28 de marzo |
| Obras Sanitarias    | 105-77  | Quilmes       | 28 de marzo |
| Peñarol             | 111-103 | Ben Hur       | 28 de marzo |
| Estudiantes (O)     | 100-93  | Belgrano (SN) | 28 de marzo |
| Libertad            | 96-88   | Ferro (BA)    | 30 de marzo |

| Atenas              | 115-88 | Estudiantes (O)  | 2 de abril |
| Libertad            | 71-93  | Boca Juniors     | 4 de abril |
| Ferro (BA)          | 102-83 | Belgrano (SN)    | 4 de abril |
| Quilmes             | 92-77  | Gimnasia (CR)    | 4 de abril |
| Andino SC           | 91-95  | Peñarol          | 4 de abril |
| Pico FC             | 110-78 | Estudiantes (BB) | 4 de abril |
| Regatas San Nicolás | 97-87  | Obras Sanitarias | 4 de abril |
| Gimnasia (LP)       | 92-70  | Ben Hur          | 4 de abril |

| Estudiantes (O)  | 94-92  | Pico FC             | 9 de abril  |
| Boca Juniors     | 95-50  | Ferro (BA)          | 11 de abril |
| Peñarol          | 96-92  | Quilmes             | 11 de abril |
| Belgrano (SN)    | 101-84 | Atenas              | 11 de abril |
| Gimnasia (CR)    | 94-96  | Regatas San Nicolás | 11 de abril |
| Ben Hur          | 94-63  | Andino SC           | 11 de abril |
| Obras Sanitarias | 85-93  | Gimnasia (LP)       | 12 de abril |
| Estudiantes (BB) | 83-87  | Libertad            | 12 de abril |

| Pico FC             | 94-101 | Gimnasia (CR)    | 6 de abril  |
| Gimnasia (LP)       | 92-85  | Belgrano (SN)    | 16 de abril |
| Ferro (BA)          | 86-83  | Ben Hur          | 17 de abril |
| Andino SC           | 85-105 | Estudiantes (O)  | 17 de abril |
| Regatas San Nicolás | 89-90  | Boca Juniors     | 17 de abril |
| Atenas              | 106-85 | Peñarol          | 17 de abril |
| Quilmes             | 102-88 | Estudiantes (BB) | 17 de abril |
| Libertad            | 79-90  | Obras Sanitarias | 17 de abril |

| Belgrano (SN)    | 80-64  | Andino SC           | 13 de abril |
| Estudiantes (BB) | 82-99  | Regatas San Nicolás | 20 de abril |
| Estudiantes (O)  | 101-89 | Quilmes             | 20 de abril |
| Boca Juniors     | 104-79 | Gimnasia (LP)       | 20 de abril |
| Ben Hur          | 89-97  | Atenas              | 20 de abril |
| Peñarol          | 90-94  | Pico FC             | 20 de abril |
| Gimnasia (CR)    | 96-77  | Libertad            | 20 de abril |
| Obras Sanitarias | 66-58  | Ferro (BA)          | 20 de abril |

| Obras Sanitarias    | 87-81   | Boca Juniors    | 23 de abril |
| Estudiantes (BB)    | 90-81   | Gimnasia (CR)   | 25 de abril |
| Ferro (BA)          | 76-88   | Gimnasia (LP)   | 25 de abril |
| Ben Hur             | 96-83   | Belgrano (SN)   | 25 de abril |
| Regatas San Nicolás | 101-92  | Libertad        | 25 de abril |
| Andino SC           | 76-91   | Atenas          | 25 de abril |
| Peñarol             | 109-103 | Estudiantes (O) | 25 de abril |
| Pico FC             | 74-57   | Quilmes         | 25 de abril |

| Belgrano (SN)   | 65-64   | Ben Hur             | 30 de abril |
| Boca Juniors    | 89-79   | Obras Sanitarias    | 30 de abril |
| Atenas          | 112-83  | Andino SC           | 30 de abril |
| Estudiantes (O) | 115-108 | Peñarol             | 30 de abril |
| Gimnasia (LP)   | 111-73  | Ferro (BA)          | 30 de abril |
| Gimnasia (CR)   | 96-72   | Estudiantes (BB)    | 30 de abril |
| Quilmes         | 88-70   | Pico FC             | 30 de abril |
| Libertad        | 105-93  | Regatas San Nicolás | 30 de abril |

## Tercera fase; play-offs de permanencia
Regatas San Nicolás - Andino SC
| 4 de mayo  | Regatas San Nicolás                   | 105–66      | Andino SC                     | San Nicolás de los Arroyos                                                 |  |  |
|            | Parciales: 19-11, 28-10, 25-24, 33-21 |             |                               |                                                                            |  |  |
|            | Estadísticas Pablo Fernández 22       | Reporte Pts | Estadísticas 20 Marcos Casini | Pabellón: Estadio La Ribera Árbitros: * Daniel Rodrigo * Alejandro Ramallo |  |  |
| Serie: 1-0 |                                       |             |                               |                                                                            |  |  |
|            |                                       |             |                               |                                                                            |  |  |

| 6 de mayo  | Regatas San Nicolás                   | 86–71       | Andino SC                     | San Nicolás de los Arroyos                                                   |  |  |
|            | Parciales: 19-20, 29-11, 19-19, 19-21 |             |                               |                                                                              |  |  |
|            | Estadísticas Cristian Sánchez 24      | Reporte Pts | Estadísticas 20 Antony Bishop | Pabellón: Estadio La Ribera Árbitros: * Fernando Sampietro * Marcelo Latorre |  |  |
| Serie: 2-0 |                                       |             |                               |                                                                              |  |  |
|            |                                       |             |                               |                                                                              |  |  |

| 9 de mayo  | Andino SC                             | 86–100      | Regatas San Nicolás              | La Rioja                                                                                                   |  |  |
|            | Parciales: 14-24, 22-18, 18-29, 32-29 |             |                                  | |  |  |
|            | Estadísticas Marcos Casini 23         | Reporte Pts | Estadísticas 26 Cristián Sánchez | Pabellón: Polideportivo Municipal - Estadio Carlos Saúl Menem Árbitros: * Eduardo Bellón * Claudio Vaisman |  |  |
| Serie: 0-3 |                                       |             |                                  | |  |  |
|            |                                       |             |                                  | |  |  |

Ferro Carril Oeste (Buenos Aires) - Estudiantes (Bahía Blanca)
| 4 de mayo  | Ferro (BA)                            | 88–72       | Estudiantes (BB)                | Buenos Aires                                                                    |  |  |
|            | Parciales: 23-22, 22-13, 21-21, 22-16 |             |                                 |                                                                                 |  |  |
|            | Estadísticas Hernando Salles 40       | Reporte Pts | Estadísticas 19 Mariano Castets | Pabellón: Estadio Héctor Etchart Árbitros: * Darío Rodríguez * Osvaldo Bautista |  |  |
| Serie: 1-0 |                                       |             |                                 |                                                                                 |  |  |
|            |                                       |             |                                 |                                                                                 |  |  |

| 6 de mayo  | Ferro (BA)                            | 86–98       | Estudiantes (BB)              | Buenos Aires                                                     |  |  |
|            | Parciales: 21-31, 24-22, 14-19, 27-26 |             |                               |                                                                  |  |  |
|            | Estadísticas Federico Senitzky 24     | Reporte Pts | Estadísticas 17 Edgardo Sesma | Pabellón: Estadio Héctor Etchart Árbitros: * Settembrini * Tenti |  |  |
| Serie: 1-1 |                                       |             |                               |                                                                  |  |  |
|            |                                       |             |                               |                                                                  |  |  |

| 9 de mayo  | Estudiantes (BB)                      | 92–87       | Ferro (BA)                      | Bahía Blanca                                                                    |  |  |
|            | Parciales: 21-18, 23-22, 23-23, 25-24 |             |                                 |                                                                                 |  |  |
|            | Estadísticas Mariano Castets 32       | Reporte Pts | Estadísticas 25 Hernando Salles | Pabellón: Estadio Osvaldo Casanova Árbitros: * Alejandro Chiti * Eduardo D'Atri |  |  |
| Serie: 2-1 |                                       |             |                                 |                                                                                 |  |  |
|            |                                       |             |                                 |                                                                                 |  |  |

| 11 de mayo | Estudiantes (BB)                      | 80–89       | Ferro (BA)                      | Bahía Blanca                                                                   |  |  |
|            | Parciales: 14-23, 17-19, 26-18, 23-29 |             |                                 |                                                                                |  |  |
|            | Estadísticas Mariano Castets 26       | Reporte Pts | Estadísticas 21 Hernando Salles | Pabellón: Estadio Osvaldo Casanova Árbitros: * Eduardo Bellón * Javier Mendoza |  |  |
| Serie: 2-2 |                                       |             |                                 |                                                                                |  |  |
|            |                                       |             |                                 |                                                                                |  |  |

| 14 de mayo | Ferro (BA)                            | 85–74       | Estudiantes (BB)                 | Buenos Aires                                                                                       |  |  |
|            | Parciales: 24-22, 14-17, 17-18, 30-17 |             |                                  | |  |  |
|            | Estadísticas Raheim Brown 26          | Reporte Pts | Estadísticas 22 Sadicki Tingling | Pabellón: Estadio Héctor Etchart Árbitros: * Darío Rodríguez * Alejandro Chiti Televisión: TyC Max |  |  |
| Serie: 3-2 |                                       |             |                                  | |  |  |
|            |                                       |             |                                  | |  |  |

## Tercera fase; play-offs de campeonato

### Cuadro
|  | Reclasificación | Reclasificación  | Reclasificación |                  |   | Cuartos de final | Cuartos de final | Cuartos de final |  |     | Semifinales  | Semifinales | Semifinales |  |     | Final        | Final | Final |  |
|  |                 |                  |                 |                  |   |                  |                  |                  |  |     |              |             |             |  |     |              |       |       |  |
|  |                 |                  |                 |                  |   |                  |                  |                  |  |     |              |             |             |  |     |              |       |       |  |
|  |                 |                  |                 |                  |   |                  |                  |                  |  |     |              |             |             |  |     |              |       |       |  |
|  |                 |                  |                 |                  |   |                  |                  |                  |  |     |              |             |             |  |     |              |       |       |  |
|  |                 |                  |                 |                  |   |                  |                  |                  |  |     |              |             |             |  |     |              |       |       |  |
|  |                 | 1.°              | Boca Juniors    | 3                |   |                  |                  |                  |  |     |              |             |             |  |     |              |       |       |  |
|  |                 |                  |                 | 3                |   |                  |                  |                  |  |     |              |             |             |  |     |              |       |       |  |
|  |                 |                  | 12.°            | Quilmes          | 1 |                  |                  |                  |  |     |              |             |             |  |     |              |       |       |  |
|  | 5.°             | Pico FC          | 12.°            | Quilmes          | 1 | 1                |                  |                  |  |     |              |             |             |  |     |              |       |       |  |
|  | 5.°             | Pico FC          |                 |                  |   |                  |                  |                  |  |     |              |             |             |  |     |              |       |       |  |
|  | 12.°            | Quilmes          | 3               |                  |   |                  |                  |                  |  |     |              |             |             |  |     |              |       |       |  |
|  | 12.°            | Quilmes          | 3               |                  |   |                  |                  |                  |  | 1.° | Boca Juniors | 3           |             |  |     |              |       |       |  |
|  |                 |                  |                 |                  |   |                  |                  |                  |  | 1.° | Boca Juniors | 3           |             |  |     |              |       |       |  |
|  |                 |                  | 6.°             | Gimnasia (CR)    | 0 |                  |                  |                  |  |     |              |             |             |  |     |              |       |       |  |
|  |                 |                  | 6.°             | Gimnasia (CR)    | 0 |                  |                  |                  |  |     |              |             |             |  |     |              |       |       |  |
|  |                 |                  |                 |                  |   |                  |                  |                  |  |     |              |             |             |  |     |              |       |       |  |
|  |                 |                  |                 |                  |   |                  |                  |                  |  |     |              |             |             |  |     |              |       |       |  |
|  |                 | 4.°              | Estudiantes (O) | 1                |   |                  |                  |                  |  |     |              |             |             |  |     |              |       |       |  |
|  |                 |                  |                 | 1                |   |                  |                  |                  |  |     |              |             |             |  |     |              |       |       |  |
|  |                 |                  | 6.°             | Gimnasia (CR)    | 3 |                  |                  |                  |  |     |              |             |             |  |     |              |       |       |  |
|  | 6.°             | Gimnasia (CR)    | 6.°             | Gimnasia (CR)    | 3 | 3                |                  |                  |  |     |              |             |             |  |     |              |       |       |  |
|  | 6.°             | Gimnasia (CR)    |                 |                  |   |                  |                  |                  |  |     |              |             |             |  |     |              |       |       |  |
|  | 10.°            | Peñarol          | 0               |                  |   |                  |                  |                  |  |     |              |             |             |  |     |              |       |       |  |
|  | 10.°            | Peñarol          | 0               |                  |   |                  |                  |                  |  |     |              |             |             |  | 1.° | Boca Juniors | 2     |       |  |
|  |                 |                  |                 |                  |   |                  |                  |                  |  |     |              |             |             |  | 1.° | Boca Juniors | 2     |       |  |
|  |                 |                  | 2.°             | Atenas           | 4 |                  |                  |                  |  |     |              |             |             |  |     |              |       |       |  |
|  |                 |                  | 2.°             | Atenas           | 4 |                  |                  |                  |  |     |              |             |             |  |     |              |       |       |  |
|  |                 |                  |                 |                  |   |                  |                  |                  |  |     |              |             |             |  |     |              |       |       |  |
|  |                 |                  |                 |                  |   |                  |                  |                  |  |     |              |             |             |  |     |              |       |       |  |
|  |                 | 2.°              | Atenas          | 3                |   |                  |                  |                  |  |     |              |             |             |  |     |              |       |       |  |
|  |                 |                  |                 | 3                |   |                  |                  |                  |  |     |              |             |             |  |     |              |       |       |  |
|  |                 |                  | 9.°             | Belgrano (SN)    | 0 |                  |                  |                  |  |     |              |             |             |  |     |              |       |       |  |
|  | 8.°             | Ben Hur          | 9.°             | Belgrano (SN)    | 0 | 2                |                  |                  |  |     |              |             |             |  |     |              |       |       |  |
|  | 8.°             | Ben Hur          |                 |                  |   |                  |                  |                  |  |     |              |             |             |  |     |              |       |       |  |
|  | 9.°             | Belgrano (SN)    | 3               |                  |   |                  |                  |                  |  |     |              |             |             |  |     |              |       |       |  |
|  | 9.°             | Belgrano (SN)    | 3               |                  |   |                  |                  |                  |  | 2.° | Atenas       | 3           |             |  |     |              |       |       |  |
|  |                 |                  |                 |                  |   |                  |                  |                  |  | 2.° | Atenas       | 3           |             |  |     |              |       |       |  |
|  |                 |                  | 7.°             | Obras Sanitarias | 0 |                  |                  |                  |  |     |              |             |             |  |     |              |       |       |  |
|  |                 |                  | 7.°             | Obras Sanitarias | 0 |                  |                  |                  |  |     |              |             |             |  |     |              |       |       |  |
|  |                 |                  |                 |                  |   |                  |                  |                  |  |     |              |             |             |  |     |              |       |       |  |
|  |                 |                  |                 |                  |   |                  |                  |                  |  |     |              |             |             |  |     |              |       |       |  |
|  |                 | 3.°              | Gimnasia (LP)   | 2                |   |                  |                  |                  |  |     |              |             |             |  |     |              |       |       |  |
|  |                 |                  |                 | 2                |   |                  |                  |                  |  |     |              |             |             |  |     |              |       |       |  |
|  |                 |                  | 7.°             | Obras Sanitarias | 3 |                  |                  |                  |  |     |              |             |             |  |     |              |       |       |  |
|  | 7.°             | Obras Sanitarias | 7.°             | Obras Sanitarias | 3 | 3                |                  |                  |  |     |              |             |             |  |     |              |       |       |  |
|  | 7.°             | Obras Sanitarias |                 |                  |   |                  |                  |                  |  |     |              |             |             |  |     |              |       |       |  |
|  | 11.°            | Libertad         | 1               |                  |   |                  |                  |                  |  |     |              |             |             |  |     |              |       |       |  |
|  | 11.°            | Libertad         | 1               |                  |   |                  |                  |                  |  |     |              |             |             |  |     |              |       |       |  |
|  |                 |                  |                 |                  |   |                  |                  |                  |  |     |              |             |             |  |     |              |       |       |  |

El resultado que figura en cada serie es la suma de los partidos ganados por cada equipo.
El equipo que figura primero en cada llave es el que obtuvo la ventaja de localía.

### Reclasificación
Pico FC - Quilmes
| 4 de mayo  | Pico FC                               | 78–82       | Quilmes                      | General Pico                                                                    |  |  |
|            | Parciales: 20-18, 20-21, 21-17, 17-26 |             |                              |                                                                                 |  |  |
|            | Estadísticas Javier Martínez 18       | Reporte Pts | Estadísticas 29 Josh Pittman | Pabellón: Parque Ángel Larrea Árbitros: * Roberto Settembrini * Marcelo Latorre |  |  |
| Serie: 0-1 |                                       |             |                              |                                                                                 |  |  |
|            |                                       |             |                              |                                                                                 |  |  |

| 6 de mayo  | Pico FC                               | 89–82       | Quilmes                   | General Pico                                                                 |  |  |
|            | Parciales: 27-24, 26-10, 14-25, 22-23 |             |                           |                                                                              |  |  |
|            | Estadísticas Javier Martínez 25       | Reporte Pts | Estadísticas 20 Fernández | Pabellón: Parque Ángel Larrea Árbitros: * Pablo Estévez * Eduardo Alagastino |  |  |
| Serie: 1-1 |                                       |             |                           |                                                                              |  |  |
|            |                                       |             |                           |                                                                              |  |  |

| 8 de mayo  | Quilmes                               | 92–80       | Pico FC                         | Mar del Plata                                                            |  |  |
|            | Parciales: 28-23, 19-16, 22-23, 23-18 |             |                                 |                                                                          |  |  |
|            | Estadísticas Josh Pittman 26          | Reporte Pts | Estadísticas 21 Javier Martínez | Pabellón: Estadio Once Unidos Árbitros: * Daniel Rodrigo * Diego Rougier |  |  |
| Serie: 2-1 |                                       |             |                                 |                                                                          |  |  |
|            |                                       |             |                                 |                                                                          |  |  |

| 10 de mayo | Quilmes                               | 101–89      | Pico FC                     | Mar del Plata                                                                 |  |  |
|            | Parciales: 35-19, 24-21, 17-25, 25-24 |             |                             |                                                                               |  |  |
|            | Estadísticas Josh Pittman 26          | Reporte Pts | Estadísticas 20 Beltramella | Pabellón: Estadio Once Unidos Árbitros: * Darío Rodríguez * Alejandro Ramallo |  |  |
| Serie: 3-1 |                                       |             |                             |                                                                               |  |  |
|            |                                       |             |                             |                                                                               |  |  |

Gimnasia y Esgrima (Comodoro Rivadavia) - Peñarol
| 4 de mayo  | Gimnasia (CR)                         | 88–79       | Peñarol                             | Comodoro Rivadavia                                                                 |  |  |
|            | Parciales: 19-20, 24-16, 24-27, 21-16 |             |                                     |                                                                                    |  |  |
|            | Estadísticas Stanley Easterling 29    | Reporte Pts | Estadísticas 35 Sebastián Rodríguez | Pabellón: Estadio Socios Fundadores Árbitros: * Fernando Sampietro * Diego Rougier |  |  |
| Serie: 1-0 |                                       |             |                                     |                                                                                    |  |  |
|            |                                       |             |                                     |                                                                                    |  |  |

| 6 de mayo  | Gimnasia (CR)                         | 103–86      | Peñarol                             | Comodoro Rivadavia                                                             |  |  |
|            | Parciales: 29-16, 18-25, 24-26, 32-19 |             |                                     |                                                                                |  |  |
|            | Estadísticas Jervaughn Scales 25      | Reporte Pts | Estadísticas 30 Sebastián Rodríguez | Pabellón: Estadio Socios Fundadores Árbitros: * Jorge Fabi * Alejandro Ramallo |  |  |
| Serie: 2-0 |                                       |             |                                     |                                                                                |  |  |
|            |                                       |             |                                     |                                                                                |  |  |

| 9 de mayo  | Peñarol                               | 100–105     | Gimnasia (CR)               | Mar del Plata                                                         |  |  |
|            | Parciales: 28-25, 20-27, 16-29, 36-24 |             |                             |                                                                       |  |  |
|            | Estadísticas Sebastián Rodríguez 30   | Reporte Pts | Estadísticas 24 Eloy Martín | Pabellón: Polideportivo Árbitros: * Darío Rodríguez * Marcelo Latorre |  |  |
| Serie: 0-3 |                                       |             |                             |                                                                       |  |  |
|            |                                       |             |                             |                                                                       |  |  |

Ben Hur - Belgrano (San Nicolás)
| 5 de mayo  | Ben Hur                              | 84–63       | Belgrano (SN)               | Rafaela                                                             |  |  |
|            | Parciales: 15-25, 24-17, 23-5, 22-16 |             |                             |                                                                     |  |  |
|            | Estadísticas Walter Storani 26       | Reporte Pts | Estadísticas 14 Tylor Field | Pabellón: Coliseo del Sur Árbitros: * Juan Quesada * Daniel Rodrigo |  |  |
| Serie: 1-0 |                                      |             |                             |                                                                     |  |  |
|            |                                      |             |                             |                                                                     |  |  |

| 7 de mayo  | Ben Hur                               | 83–90       | Belgrano (SN)                   | Rafaela                                                                |  |  |
|            | Parciales: 21-24, 10-25, 18-16, 24-28 |             |                                 |                                                                        |  |  |
|            | Estadísticas Mc Cray 23               | Reporte Pts | Estadísticas 29 Julio Rodríguez | Pabellón: Coliseo del Sur Árbitros: * Alejandro Chiti * Javier Mendoza |  |  |
| Serie: 1-1 |                                       |             |                                 |                                                                        |  |  |
|            |                                       |             |                                 |                                                                        |  |  |

| 9 de mayo  | Belgrano (SN)                         | 91–73       | Ben Hur                       | San Nicolás de los Arroyos                                                        |  |  |
|            | Parciales: 18-14, 20-16, 27-22, 26-20 |             |                               |                                                                                   |  |  |
|            | Estadísticas Carlos Colla 30          | Reporte Pts | Estadísticas 19 Edgardo Agudo | Pabellón: Estadio Fortunato Bonelli Árbitros: * Pablo Estévez * Alejandro Ramallo |  |  |
| Serie: 2-1 |                                       |             |                               |                                                                                   |  |  |
|            |                                       |             |                               |                                                                                   |  |  |

| 11 de mayo | Belgrano (SN)                         | 81–83       | Ben Hur                          | San Nicolás de los Arroyos                                                       |  |  |
|            | Parciales: 21-27, 21-20, 21-18, 18-18 |             |                                  |                                                                                  |  |  |
|            | Estadísticas Julio Ariel Rodríguez 18 | Reporte Pts | Estadísticas 22 Raimundo Legaria | Pabellón: Estadio Fortunato Bonelli Árbitros: * Fernando Sampietro * Mario Tenti |  |  |
| Serie: 2-2 |                                       |             |                                  |                                                                                  |  |  |
|            |                                       |             |                                  |                                                                                  |  |  |

| 13 de mayo | Ben Hur                               | 74–79       | Belgrano (SN)                   | Rafaela                                                                 |  |  |
|            | Parciales: 21-28, 18-12, 12-19, 23-20 |             |                                 |                                                                         |  |  |
|            | Estadísticas Agudo 25                 | Reporte Pts | Estadísticas 25 Julio Rodríguez | Pabellón: Coliseo del Sur Árbitros: * Darío Rodríguez * Marcelo Latorre |  |  |
| Serie: 2-3 |                                       |             |                                 |                                                                         |  |  |
|            |                                       |             |                                 |                                                                         |  |  |

Obras Sanitarias - Libertad
| 4 de mayo  | Obras Sanitarias                      | 102–86      | Libertad                    | Buenos Aires                                                                     |  |  |
|            | Parciales: 36-11, 21-27, 22-22, 23-26 |             |                             |                                                                                  |  |  |
|            | Estadísticas Eduardo Dominé 31        | Reporte Pts | Estadísticas 25 Omar Cantón | Pabellón: Estadio Obras Sanitarias Árbitros: * Eduardo Bellón * Leonardo Mendoza |  |  |
| Serie: 1-0 |                                       |             |                             |                                                                                  |  |  |
|            |                                       |             |                             |                                                                                  |  |  |

| 6 de mayo  | Obras Sanitarias                      | 69–82       | Libertad                  | Buenos Aires                                                                     |  |  |
|            | Parciales: 18-20, 18-22, 12-16, 21-24 |             |                           |                                                                                  |  |  |
|            | Estadísticas Matías Pellettieri 18    | Reporte Pts | Estadísticas 19 Pablo Gil | Pabellón: Estadio Obras Sanitarias Árbitros: * Darío Rodríguez * Claudio Vaisman |  |  |
| Serie: 1-1 |                                       |             |                           |                                                                                  |  |  |
|            |                                       |             |                           |                                                                                  |  |  |

| 9 de mayo  | Libertad                              | 79–90       | Obras Sanitarias               | Sunchales                                                                           |  |  |
|            | Parciales: 15-22, 28-23, 15-23, 21-22 |             |                                |                                                                                     |  |  |
|            | Estadísticas Pablo Gil 30             | Reporte Pts | Estadísticas 29 Eduardo Dominé | Pabellón: El Hogar de los Tigres Árbitros: * Roberto Settembrini * Osvaldo Bautista |  |  |
| Serie: 1-2 |                                       |             |                                |                                                                                     |  |  |
|            |                                       |             |                                |                                                                                     |  |  |

| 11 de mayo | Libertad                              | 66–84       | Obras Sanitarias              | Sunchales                                                                    |  |  |
|            | Parciales: 11-21, 14-25, 23-17, 18-21 |             |                               |                                                                              |  |  |
|            | Estadísticas Omar Cantón 23           | Reporte Pts | Estadísticas 30 Lázaro Borrel | Pabellón: El Hogar de los Tigres Árbitros: * Jorge Fabi * Eduardo Alagastino |  |  |
| Serie: 1-3 |                                       |             |                               |                                                                              |  |  |
|            |                                       |             |                               |                                                                              |  |  |

### Cuartos de final
Boca Juniors - Quilmes
| 15 de mayo | Boca Juniors                          | 78–72       | Quilmes                      | Buenos Aires                                                                  |  |  |
|            | Parciales: 21-19, 24-13, 13-18, 20-22 |             |                              |                                                                               |  |  |
|            | Estadísticas Diego Prego 18           | Reporte Pts | Estadísticas 22 Josh Pittman | Pabellón: Microestadio Luis Conde Árbitros: * Eduardo Bellón * Javier Mendoza |  |  |
| Serie: 1-0 |                                       |             |                              |                                                                               |  |  |
|            |                                       |             |                              |                                                                               |  |  |

| 17 de mayo | Boca Juniors                          | 85–75       | Quilmes                      | Buenos Aires                                                                    |  |  |
|            | Parciales: 26-12, 20-20, 24-23, 15-20 |             |                              |                                                                                 |  |  |
|            | Estadísticas Diego Prego 22           | Reporte Pts | Estadísticas 27 Josh Pittman | Pabellón: Microestadio Luis Conde Árbitros: * Roberto Settembrini * Mario Tenti |  |  |
| Serie: 2-0 |                                       |             |                              |                                                                                 |  |  |
|            |                                       |             |                              |                                                                                 |  |  |

| 21 de mayo | Quilmes                               | 98–77       | Boca Juniors                   | Mar del Plata                                                                 |  |  |
|            | Parciales: 26-18, 26-17, 24-20, 22-22 |             |                                |                                                                               |  |  |
|            | Estadísticas Josh Pittman 34          | Reporte Pts | Estadísticas 25 Roberto Gabini | Pabellón: Estadio Once Unidos Árbitros: * Alejandro Chiti * Alejandro Ramallo |  |  |
| Serie: 1-2 |                                       |             |                                |                                                                               |  |  |
|            |                                       |             |                                |                                                                               |  |  |

| 23 de mayo | Quilmes                               | 61–76       | Boca Juniors                 | Mar del Plata                                                            |  |  |
|            | Parciales: 15-23, 21-24, 15-13, 10-16 |             |                              |                                                                          |  |  |
|            | Estadísticas Gabriel Fernández 17     | Reporte Pts | Estadísticas 24 Diego Guaita | Pabellón: Estadio Once Unidos Árbitros: * Darío Rodríguez * Juan Quesada |  |  |
| Serie: 1-3 |                                       |             |                              |                                                                          |  |  |
|            |                                       |             |                              |                                                                          |  |  |

Atenas - Belgrano (San Nicolás)
| 15 de mayo | Atenas                                | 93–74       | Belgrano (SN)               | Córdoba                                                                                    |  |  |
|            | Parciales: 22-16, 18-18, 31-21, 22-19 |             |                             |                                                                                            |  |  |
|            | Estadísticas Diego Lo Grippo 24       | Reporte Pts | Estadísticas 25 Tyler Field | Pabellón: Polideportivo Municipal Carlos Cerutti Árbitros: * Daniel Rodrigo * Juan Quesada |  |  |
| Serie: 1-0 |                                       |             |                             |                                                                                            |  |  |
|            |                                       |             |                             |                                                                                            |  |  |

| 17 de mayo | Atenas                                | 84–72       | Belgrano (SN)                         | Córdoba                                                                                         |  |  |
|            | Parciales: 21-24, 17-17, 20-16, 26-15 |             |                                       |                                                                                                 |  |  |
|            | Estadísticas Bruno Lábaque 17         | Reporte Pts | Estadísticas 32 Julio Ariel Rodríguez | Pabellón: Polideportivo Municipal Carlos Cerutti Árbitros: * Pablo Estévez * Eduardo Alagastino |  |  |
| Serie: 2-0 |                                       |             |                                       |                                                                                                 |  |  |
|            |                                       |             |                                       |                                                                                                 |  |  |

| 21 de mayo | Belgrano (SN)                         | 72–101      | Atenas                          | San Nicolás de los Arroyos                                                          |  |  |
|            | Parciales: 18-20, 19-26, 17-20, 20-35 |             |                                 |                                                                                     |  |  |
|            | Estadísticas Julio Ariel Rodríguez 25 | Reporte Pts | Estadísticas 31 Diego Lo Grippo | Pabellón: Estaadio Fortunato Bonelli Árbitros: * Fernando Sampietro * Diego Rougier |  |  |
| Serie: 0-3 |                                       |             |                                 |                                                                                     |  |  |
|            |                                       |             |                                 |                                                                                     |  |  |

Gimnasia y Esgrima (La Plata) - Obras Sanitarias
| 16 de mayo | Gimnasia (LP)                         | 93–91       | Obras Sanitarias               | La Plata                                                                 |  |  |
|            | Parciales: 26-30, 24-19, 23-28, 20-14 |             |                                |                                                                          |  |  |
|            | Estadísticas Fernando Rodríguez 26    | Reporte Pts | Estadísticas 28 Lázaro Borrell | Pabellón: Polideportivo Árbitros: * Roberto Settembrini * Eduardo D'Atri |  |  |
| Serie: 1-0 |                                       |             |                                |                                                                          |  |  |
|            |                                       |             |                                |                                                                          |  |  |

| 18 de mayo | Gimnasia (LP)                         | 90–83       | Obras Sanitarias               | La Plata                                                               |  |  |
|            | Parciales: 25-24, 25-11, 21-27, 19-20 |             |                                |                                                                        |  |  |
|            | Estadísticas Roberto López 27         | Reporte Pts | Estadísticas 27 Lázaro Borrell | Pabellón: Polideportivo Árbitros: * Darío Rodríguez * Osvaldo Bautista |  |  |
| Serie: 2-0 |                                       |             |                                |                                                                        |  |  |
|            |                                       |             |                                |                                                                        |  |  |

| 21 de mayo | Obras Sanitarias                     | 90–79       | Gimnasia (LP)                 | Buenos Aires                                                            |  |  |
|            | Parciales: 31-15, 22-29, 9-19, 28-16 |             |                               |                                                                         |  |  |
|            | Estadísticas Eduardo Dominé 22       | Reporte Pts | Estadísticas 23 Roberto López | Pabellón: Estadio Obras Sanitarias Árbitros: * Jorge Fabi * Mario Tenti |  |  |
| Serie: 1-2 |                                      |             |                               |                                                                         |  |  |
|            |                                      |             |                               |                                                                         |  |  |

| 23 de mayo | Obras Sanitarias                                     | 89–82       | Gimnasia (LP)                                       | Buenos Aires                                                                       |  |  |
|            | Parciales: 21-22, 24-22, 23-14, 21-24                |             |                                                     |                                                                                    |  |  |
|            | Estadísticas Eduardo Dominé 20 Matías Pellettieri 20 | Reporte Pts | Estadísticas 21 Fernando Rodríguez 21 Roberto López | Pabellón: Estadio Obras Sanitarias Árbitros: * Eduardo Bellón * Eduardo Alagastino |  |  |
| Serie: 2-2 |                                                      |             |                                                     |                                                                                    |  |  |
|            |                                                      |             |                                                     |                                                                                    |  |  |

| 25 de mayo | Gimnasia (LP)                         | 81–87       | Obras Sanitarias               | La Plata                                                                 |  |  |
|            | Parciales: 20-21, 25-17, 11-21, 25-28 |             |                                |                                                                          |  |  |
|            | Estadísticas Roberto López 29         | Reporte Pts | Estadísticas 26 Lázaro Borrell | Pabellón: Polideportivo Árbitros: * Roberto Settembrini * Javier Mendoza |  |  |
| Serie: 2-3 |                                       |             |                                |                                                                          |  |  |
|            |                                       |             |                                |                                                                          |  |  |

Estudiantes (Olavarría) - Gimnasia y Esgrima (Comodoro Rivadavia)
| 15 de mayo | Estudiantes (O)                       | 83–92       | Gimnasia (CR)                      | Olavarría                                                                                  |  |  |
|            | Parciales: 26-22, 20-24, 19-20, 18-26 |             |                                    |                                                                                            |  |  |
|            | Estadísticas Shanne Jones 30          | Reporte Pts | Estadísticas 23 Stanley Easterling | Pabellón: Maxiestadio Parque Carlos Guerrero Árbitros: * Pablo Estévez * Alejandro Ramallo |  |  |
| Serie: 0-1 |                                       |             |                                    |                                                                                            |  |  |
|            |                                       |             |                                    |                                                                                            |  |  |

| 17 de mayo | Estudiantes (O)                       | 87–70       | Gimnasia (CR)                    | Olavarría                                                                                  |  |  |
|            | Parciales: 22-16, 22-12, 19-23, 24-19 |             |                                  |                                                                                            |  |  |
|            | Estadísticas Julio Mázzaro 26         | Reporte Pts | Estadísticas 27 Jervaughn Scales | Pabellón: Maxiestadio Parque Carlos Guerrero Árbitros: * Alejandro Chiti * Claudio Vaisman |  |  |
| Serie: 1-1 |                                       |             |                                  |                                                                                            |  |  |
|            |                                       |             |                                  |                                                                                            |  |  |

| 21 de mayo | Gimnasia (CR)                         | 98–93       | Estudiantes (O)              | Comodoro Rivadavia                                                             |  |  |
|            | Parciales: 31-25, 19-19, 23-19, 25-30 |             |                              |                                                                                |  |  |
|            | Estadísticas Steve Anderson 25        | Reporte Pts | Estadísticas 26 Shanne Jones | Pabellón: Estadio Socios Fundadores Árbitros: * Darío Rodríguez * Juan Quesada |  |  |
| Serie: 2-1 |                                       |             |                              |                                                                                |  |  |
|            |                                       |             |                              |                                                                                |  |  |

| 23 de mayo | Gimnasia (CR)                         | 117–86      | Estudiantes (O)               | Comodoro Rivadavia                                                              |  |  |
|            | Parciales: 28-24, 31-26, 29-14, 29-22 |             |                               |                                                                                 |  |  |
|            | Estadísticas Jervaughn Scales 26      | Reporte Pts | Estadísticas 22 Julio Mázzaro | Pabellón: Estadio Socios Fundadores Árbitros: * Fernando Sampietro * Jorge Fabi |  |  |
| Serie: 3-1 |                                       |             |                               |                                                                                 |  |  |
|            |                                       |             |                               |                                                                                 |  |  |

### Semifinales
Boca Juniors - Gimnasia y Esgrima (Comodoro Rivadavia)
| 28 de mayo | Boca Juniors                          | 90–71       | Gimnasia (CR)                                   | Buenos Aires |  |  |
|            | Parciales: 30-14, 14-32, 25-27, 21-12 |             |                                                 | |  |  |
|            | Estadísticas Martín Leiva 22          | Reporte Pts | Estadísticas 18 Jervaughn Scales 18 Eloy Martín | Pabellón: Estadio Obras Sanitarias Árbitros: * Eduardo Bellón * Daniel Rodrigo * Mario Tenti Televisión: TyC Sports |  |  |
| Serie: 1-0 |                                       |             |                                                 | |  |  |
|            |                                       |             |                                                 | |  |  |

| 30 de mayo | Boca Juniors                                | 79–65       | Gimnasia (CR)                    | Buenos Aires                                                                                        |  |  |
|            | Parciales: 15-21, 15-9, 32-25, 17-10        |             |                                  | |  |  |
|            | Estadísticas Diego Prego 17 Diego Guaita 17 | Reporte Pts | Estadísticas 23 Jervaughn Scales | Pabellón: Estadio Obras Sanitarias Árbitros: * Alejandro Chitti * Fernando Sampietro * Juan Quesada |  |  |
| Serie: 2-0 |                                             |             |                                  | |  |  |
|            |                                             |             |                                  | |  |  |

| 6 de junio | Gimnasia (CR)                         | 83–96       | Boca Juniors                  | Comodoro Rivadavia |  |  |
|            | Parciales: 15-32, 33-17, 11-20, 24-27 |             |                               | |  |  |
|            | Estadísticas Franco Migliori 18       | Reporte Pts | Estadísticas 17 Gabriel Cocha | Pabellón: Estadio Socios Fundadores Árbitros: * Pablo Estévez * Jorge Fabi * Alejandro Ramallo Televisión: TyC Sports |  |  |
| Serie: 0-3 |                                       |             |                               | |  |  |
|            |                                       |             |                               | |  |  |

Atenas - Obras Sanitarias
| 30 de mayo | Atenas                                | 88–85       | Obras Sanitarias              | Córdoba |  |  |
|            | Parciales: 18-16, 25-15, 28-26, 17-28 |             |                               | |  |  |
|            | Estadísticas Diego Lo Grippo 31       | Reporte Pts | Estadísticas 27 Lázaro Borrel | Pabellón: Polideportivo Municipal Carlos Cerutti Árbitros: * Pablo Estévez * Roberto Settembrini * Osvaldo Bautista |  |  |
| Serie: 1-0 |                                       |             |                               | |  |  |
|            |                                       |             |                               | |  |  |

| 1 de junio | Atenas                                | 85–77       | Obras Sanitarias              | Córdoba |  |  |
|            | Parciales: 18-17, 25-23, 20-21, 22-16 |             |                               | |  |  |
|            | Estadísticas Bruno Lábaque 20         | Reporte Pts | Estadísticas 25 Lázaro Borrel | Pabellón: Polideportivo Municipal Carlos Cerutti Árbitros: * Eduardo Bellón * Darío Rodríguez * Diego Rougier Televisión: TyC Sports |  |  |
| Serie: 2-0 |                                       |             |                               | |  |  |
|            |                                       |             |                               | |  |  |

| 4 de junio | Obras Sanitarias                      | 90–100      | Atenas                        | Buenos Aires                                                                                     |  |  |
|            | Parciales: 21-24, 28-16, 23-24, 18-36 |             |                               |                                                                                                  |  |  |
|            | Estadísticas Lázaro Borrell 24        | Reporte Pts | Estadísticas 29 Bruno Lábaque | Pabellón: Estadio Obras Sanitarias Árbitros: * Alejandro Chiti * Daniel Rodrigo * Javier Mendoza |  |  |
| Serie: 0-3 |                                       |             |                               |                                                                                                  |  |  |
|            |                                       |             |                               |                                                                                                  |  |  |

### Final
Boca Juniors - Atenas
| 14 de junio | Boca Juniors                          | 81–78       | Atenas                         | Buenos Aires |  |  |
|             | Parciales: 22-22, 26-20, 18-14, 15-22 |             |                                | |  |  |
|             | Estadísticas Roberto Gabini 21        | Reporte Pts | Estadísticas 20 Héctor Campana | Pabellón: Microestadio Luis Conde Asistencia: 1600 espectadores Árbitros: * Alejandro Chiti * Eduardo Bellón * Fernando Sampietro Televisión: TyC Max |  |  |
| Serie: 1-0  |                                       |             |                                | |  |  |
|             |                                       |             |                                | |  |  |

| 16 de junio | Boca Juniors                          | 85–66       | Atenas                          | Buenos Aires |  |  |
|             | Parciales: 22-19, 20-16, 18-17, 25-14 |             |                                 | |  |  |
|             | Estadísticas Gabriel Cocha 21         | Reporte Pts | Estadísticas 35 Diego Lo Grippo | Pabellón: Microestadio Luis Conde Árbitros: * Pablo Estévez * Darío Rodríguez * Jorge Fabi Televisión: TyC Sports |  |  |
| Serie: 2-0  |                                       |             |                                 | |  |  |
|             |                                       |             |                                 | |  |  |

| 18 de junio | Atenas                                | 92–87       | Boca Juniors                 | Córdoba |  |  |
|             | Parciales: 25-19, 24-27, 14-23, 29-18 |             |                              | |  |  |
|             | Estadísticas Matías Lescano 21        | Reporte Pts | Estadísticas 23 Martín Leiva | Pabellón: Polideportivo Municipal Carlos Cerutti Árbitros: * Alejandro Ramallo * Roberto Settembrini * Dario Rodrigo Televisión: TyC Sports |  |  |
| Serie: 1-2  |                                       |             |                              | |  |  |
|             |                                       |             |                              | |  |  |

| 20 de junio | Atenas                                            | 100–92      | Boca Juniors                   | Córdoba |  |  |
|             | Parciales: 23-29, 20-19, 25-17, 32-27             |             |                                | |  |  |
|             | Estadísticas Bruno Lábaque 21 Quincy Alexander 21 | Reporte Pts | Estadísticas 25 Roberto Gabini | Pabellón: Polideportivo Municipal Carlos Cerutti Árbitros: * Eduardo Bellón * Darío Rodríguez * Osvaldo Bautista Televisión: TyC Sports |  |  |
| Serie: 2-2  |                                                   |             |                                | |  |  |
|             |                                                   |             |                                | |  |  |

| 22 de junio | Boca Juniors                          | 78–80       | Atenas                          | Buenos Aires |  |  |
|             | Parciales: 18-24, 24-25, 16-12, 20-19 |             |                                 | |  |  |
|             | Estadísticas Roberto Gabini 23        | Reporte Pts | Estadísticas 20 Diego Lo Grippo | Pabellón: Microestadio Luis Conde Árbitros: * Pablo Estévez * Alejandro Chiti * Alejandro Ramallo Televisión: TyC Sports |  |  |
| Serie: 2-3  |                                       |             |                                 | |  |  |
|             |                                       |             |                                 | |  |  |

| 25 de junio | Atenas                                                  | 99–89       | Boca Juniors                  | Córdoba |  |  |
|             | Parciales: 27-17, 13-24, 16-14, 17-18 (T.E.: 7-7, 19-9) |             |                               | |  |  |
|             | Estadísticas Bruno Lábaque 27                           | Reporte Pts | Estadísticas 19 Gabriel Cocha | Pabellón: Polideportivo Municipal Carlos Cerutti Árbitros: * Daniel Rodrigo * Roberto Settembrini * Jorge Fabi Televisión: TyC Sports |  |  |
| Serie: 4-2  |                                                         |             |                               | |  |  |
|             |                                                         |             |                               | |  |  |

## Estadísticas
Líderes
- Puntos:  Joshua Pittman - Quilmes (626 en 24 partidos: 26.1)
- Asistencias:  Facundo Sucatzky - Libertad (364 en 40 partidos: 9.1)
- Rebotes:  Román González - Libertad (199 en 20 partidos: 10.0)
- Robos:  Leonardo Diebold - Peñarol (125 en 37 partidos: 3.4)
- Tapas:  Juan Pedro Gutiérrez - Obras (71 en 46 partidos: 1.5)
- Triples:  Eduardo Dominé - Obras (154 en 46 partidos: 3.3)

## Premios
| - MVP de la temporada - Bruno Lábaque, Atenas - MVP de las Finales de la LNB - Diego Lo Grippo, Atenas - Revelación/debutante - Juan Pedro Gutiérrez, Obras - Jugador de Mayor Progreso - Julio Mazzaro, Estudiantes de Olavarría | - Mejor Sexto Hombre - Diego Prego, Boca Juniors - Mejor Entrenador - Carlos Bualó, Pico Football Club - Mejor Extranjero - Lázaro Borrell, Obras |

## Posiciones finales
| Posiciones finales. | Posiciones finales.                     | Posiciones finales. | Posiciones finales. | Posiciones finales. | Posiciones finales. | Posiciones finales. | Posiciones finales. | Posiciones finales. | Posiciones finales. |
| Equipo              | Equipo                                  | Pts                 | Prom                | PJ                  | PG                  | PP                  | TF                  | TC                  | Dif                 |
| ------------------- | --------------------------------------- | ------------------- | ------------------- | ------------------- | ------------------- | ------------------- | ------------------- | ------------------- | ------------------- |
| 1.º                 | Atenas (C)                              | 83                  | 72,9                | 48                  | 35                  | 13                  | 4394                | 3967                | 427                 |
| 2.º                 | Boca Juniors                            | 87                  | 77,6                | 49                  | 38                  | 11                  | 4480                | 3837                | 643                 |
| 3.º                 | Gimnasia y Esgrima (Comodoro Rivadavia) | 75                  | 63,0                | 46                  | 29                  | 17                  | 4067                | 3944                | 123                 |
| 4.º                 | Obras Sanitarias                        | 76                  | 58,3                | 48                  | 28                  | 20                  | 4259                | 4096                | 163                 |
| 5.º                 | Gimnasia y Esgrima La Plata             | 68                  | 65,9                | 41                  | 27                  | 14                  | 3583                | 3277                | 306                 |
| 6.º                 | Estudiantes (Olavarría)                 | 66                  | 65,0                | 40                  | 26                  | 14                  | 3640                | 3515                | 125                 |
| 7.º                 | Belgrano (San Nicolás)                  | 65                  | 47,7                | 44                  | 21                  | 23                  | 3654                | 3610                | 44                  |
| 8.º                 | Quilmes                                 | 64                  | 45,5                | 44                  | 20                  | 24                  | 3765                | 3774                | –9                  |
| 9.º                 | Pico FC                                 | 65                  | 62,5                | 40                  | 25                  | 15                  | 3349                | 3218                | 131                 |
| 10.º                | Ben Hur                                 | 62                  | 51,2                | 41                  | 21                  | 20                  | 3546                | 3408                | 138                 |
| 11.º                | Libertad                                | 59                  | 47,5                | 40                  | 19                  | 21                  | 3612                | 3559                | 53                  |
| 12.º                | Peñarol                                 | 55                  | 41,0                | 39                  | 16                  | 23                  | 3690                | 3714                | –24                 |
| 13.º                | Regatas San Nicolás                     | 53                  | 35,9                | 39                  | 14                  | 25                  | 3203                | 3420                | –217                |
| 14.º                | Ferro Carril Oeste (Buenos Aires)       | 52                  | 26,8                | 41                  | 11                  | 30                  | 3251                | 3546                | –295                |
| 15.º                | Estudiantes (Bahía Blanca)              | 50                  | 22,0                | 41                  | 9                   | 32                  | 3349                | 3759                | –410                |
| 16.º                | Andino SC                               | 40                  | 2,6                 | 39                  | 1                   | 38                  | 2851                | 4049                | –1198               |

| (C): | Campeón                         |
|      | Equipo descendido de categoría. |